# Astragalus nothoxys
Astragalus nothoxys är en ärtväxtart som beskrevs av Asa Gray. Astragalus nothoxys ingår i släktet vedlar, och familjen ärtväxter. Inga underarter finns listade i Catalogue of Life.